# Hans Howaldt
Hans Howaldt (* 12. November 1888 in Kiel; † 6. September 1970 in Bad Schwartau) war ein deutscher U-Boot-Kommandant im Ersten Weltkrieg, Unternehmer und Hochseeregattasegler aus der norddeutschen Unternehmerfamilie Howaldt.

## Leben
Hans Howaldt wurde als jüngster Sohn des Werftengründers Georg Howaldt und dessen dritter Ehefrau Helene Bammel geboren. Nach dem Besuch des Reform-Realgymnasiums in Kiel wurde er am 1. April 1907 Seekadett der Kaiserlichen Marine, 1910 Leutnant zur See, 1913 Oberleutnant zur See und am 2. August 1914 Adjutant auf dem Linienschiff Elsass. Nach dem Besuch der Unterseebootschule in Mürwik wurde er 1916 zur U-Flottille Flandern nach Zeebrugge versetzt und war im U-Boot-Krieg Kommandant der U-Boote UC 4, UB 40 und UB 107, die unter seinem Kommando vorwiegend im Ärmelkanal 76 Schiffe mit rund 150.000 Tonnen versenkten. Er wurde mit dem Eisernen Kreuz II. und I. Klasse ausgezeichnet und war Träger des Hamburger und des Lübecker Hanseatenkreuzes sowie des Ritterkreuzes des Königlichen Hausordens von Hohenzollern mit Schwertern und des Kronenordens IV. Klasse. Am 23. Dezember 1917 erhielt Hans Howaldt auch den Pour le Mérite und am 18. Januar 1918 wurde er Kapitänleutnant. Nach Kriegsende schied er aus dem aktiven Dienst aus.
Nach einigen erfolgreichen Unternehmensgründungen wurde er 1931 Vorstand und Gesellschafter der Heinrich Zeiss (Unionzeiss) AG.

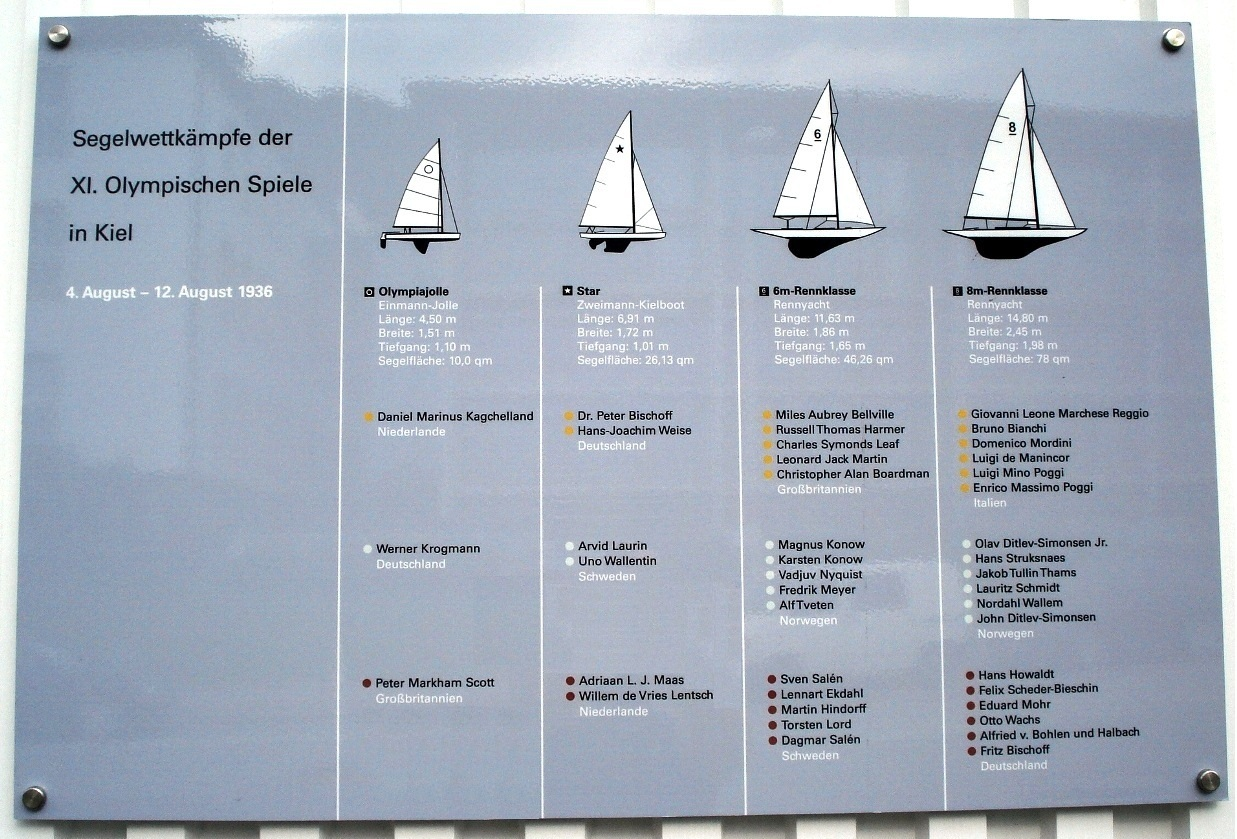
Informationstafel mit den Ergebnissen der olympischen Segelwettbewerbe 1936 am Sportboothafen Düsternbrook in Kiel, dem damaligen „Olympiahafen Düsternbrook“

Bei den Olympischen Sommerspielen 1936 ersegelte er als Steuermann in der Crew der Krupp-Yacht Germania III vor Kiel für Deutschland die Bronzemedaille in den Wettfahrten der Internationalen 8-Meter-Klasse. Die Silbermedaille wurde denkbar knapp nach Punktgleichheit mit der norwegischen 8mR-Yacht Silija im Stechen verpasst. Hans Howaldt kaufte 1936 die 8mR-Yacht Germania II von seinem Crewkameraden Alfried Krupp von Bohlen und Halbach und taufte sie Inga VIII. Er ließ sie zum Seekreuzer umbauen und verlegte sie nach Berlin auf den Wannsee. Die Yacht verbrannte gegen Ende des Krieges, vermutlich durch Brandstiftung, in einem Bootslager in Potsdam.
Im Zweiten Weltkrieg führte er zunächst 1939 auf der vormals im Seedienst Ostpreußen eingesetzten Hansestadt Danzig des Norddeutschen Lloyd als ältester Kommandant den Verband der Minenschiffe und war dann im Oberkommando der Kriegsmarine, zuletzt als Kapitän zur See z. V., tätig.
Nach dem Krieg widmete er sich gemeinsam mit seinen Söhnen dem Wiederaufbau des Familienunternehmens Heinrich Zeiss KG.